# Éros assassin
Éros assassin (Surmaava Eros en finnois) est le nom donné au triptyque formé par trois longues nouvelles d'Aino Kallas : Barbara von Tisenhusen (1923), Le Pasteur de Reigi (1926) et La fiancée du loup (1928). Dans chacune de ces nouvelles, le personnage principal est une jeune femme qui, victime des pressions et préjugés de la société, est tuée pour avoir voulu vivre un amour interdit et avoir tenté de mettre sa liberté sexuelle avant ses obligations d'épouse.
Ce cycle constitue une des œuvres les plus célèbres d'Aino Kallas. Ne sont traduites en français, à ce jour, que la première et la troisième nouvelles du cycle.

## Intrigues
Dans Barbara von Tisenhusen, la femme du même nom, qui compte parmi les rangs de la noblesse germano-balte gouvernant la Livonie médiévale, s'éprend d'un homme de rang inférieur, scribe de son état. Bien qu'avertie par ses proches, et notamment le narrateur de la nouvelle, un pasteur, que son comportement est scandaleux et que ses frères la châtieront si elle ne s'empresse pas de mettre fin à cette liaison pécheresse, Barbara s'entête à écouter d'abord ses désirs et pulsions intimes. Elle sera effectivement tuée de la main de ses frères, pour qui seul l'honneur de la famille compte. Jusqu'au bout elle prétendra ne connaître nul regret, et que seul le plaisir qu'elle a goûté dans les bras de son amant compte vraiment.
Le pasteur de Reigi est l'histoire d'un pasteur finlandais en Estonie, pays corrompu et possédé du démon si l'on en croit le narrateur. Paavali Lempelius a la particularité d'être très fort et parfois violent ; un jour à Tallinn, il frappe un étudiant insolent, qui tombe et meurt en esquivant un coup. Paavali est innocenté, mais sa réputation est ternie ; sa femme devient distante, ses enfants meurent de la peste. Paavali est bientôt nommé à Reigi, un coin perdu de l'île de Hiiumaa.
À Reigi, la vie est assez monotone, mais pour Paavali, tout se passe plutôt bien, il s'entend bien avec les villageois, participe aux chasses, etc. Sa femme en revanche s'ennuie. Quand arrive un nouveau diacre, peu à peu elle s'anime, son teint se met à resplendir ; voyant leur joie à tous deux, Paavali se renfrogne, les avertit de se montrer plus chrétiens et moins joyeux. Il finit par comprendre qu'ils sont amants. Il est alors pris d'une folle envie de meurtre, mais se retient et préfère livrer le diacre à la justice. Lui et sa maîtresse, la femme de Paavali, fuient ; ils sont retrouvés dans l'archipel de Turku, puis emprisonnés à Tallinn. Le jugement les condamne à la mort, alors que Paavali fait tout pour innocenter sa femme, affirmant que le diacre l'a séduite grâce à un philtre sorcier ; mais elle veut manifestement mourir avec son amant chéri, elle ne regrette rien...
Après le retour à Reigi, la vie du pasteur s'écoule désormais dans le souvenir, la haine, la misanthropie. Il vit vieux, et songe finalement que le Seigneur ne le maintient en vie que pour lui laisser le temps de pardonner : c'est ce qu'il fait dans les dernières pages de la nouvelle.
La fiancée du loup commence par un tableau apocalyptique de la prolifération des loups en Europe, aggravée par l'abondance de lycanthropes, en particulier à Hiiumaa, « l'Île du Diable ». Les personnages principaux sont un jeune couple, Priidik et Aalo. Peu après son mariage, Aalo entend l'appel de la vie sauvage, l'appel du « Diabolus Sylvarum » qui sous la forme d'un loup lui enjoint de rejoindre la meute pour parvenir à la vraie liberté. Bientôt elle accepte, et se transforme à son tour en louve : 

« Aalo cependant jeta la peau de loup sur ses épaules ; et aussitôt elle sentit les formes de son corps imperceptiblement se transformer, de sorte que sa peau blanche se recouvrit d’un pelage hirsute, que son petit visage s’allongea en un museau pointu, ses jolies petites oreilles se changèrent en oreilles de loup, dressées et pointues, ses dents, en crocs déchiqueteurs, et ses ongles se recourbèrent en griffes de carnassier.
Car le Diable en vérité dans son ingéniosité est si adroit à appliquer sur l’homme une peau de loup, que tout – griffes et dents, ainsi que les oreilles – va se mettre à sa juste place, à croire que cet être humain était directement sorti du giron maternel lycanthrope, autrement dit, loup-garou.
Et en même temps qu’Aalo prenait l’aspect extérieur d’un loup, s’éveillaient en elle tous les instincts et penchants des loups, telles la soif de sang et l’ardeur à la destruction, car son sang aussi avait été transformé en sang de loup, de telle sorte qu’elle était devenue l’une des leurs. »

Priidik et les autres villageois comprennent bientôt qu'Aalo n'est plus tout à fait humaine, et Priidik doit la répudier. Malgré tout, il est toujours amoureux d'elle, et une nuit où, nue, elle revient chez lui pour réchauffer sa couche, il ne la chasse pas. Peu après cependant, les vieilles du village font brûler le sauna où elle s'est réfugiée pour donner naissance à l'enfant qu'elle porte et que Priidik nie pouvoir être le sien. À la fin de la nouvelle, dévoré de remords, il part en chasse du loup qu'il pense héberger l'âme d'Aalo, afin de délivrer celle-ci grâce à une balle en argent :

« Oh Aalo ! Ma femme Aalo ! Toi qui avais dans le même corps âme de colombe et âme de loup ! [ …] Ô âme en deux déchirée, pétrie à la fois de nuit et de jour ! Toi qui procédais et de Dieu et du Diable, monte à présent vers ton Créateur, qu’il te réunifie de ses doigts miséricordieux ! »

## Style
Dans ces trois nouvelles qu'elle appelait elle-même des ballades, Aino Kallas emploie un finnois archaïsant, où elle se sert notamment de tournures bibliques ou dialectales. Le narrateur y est à chaque fois un pasteur luthérien qui prononce des considérations morales tant sur l'Estonie, considérée comme un territoire voué au péché et aux menées de Satan, que sur les agissements particuliers des personnages féminins dont il est question.